# Heure de Bombay
L’heure de Bombay est un fuseau horaire ayant existé en Inde, de 1884 à 1955.

## Historique
Elle correspondait à l'heure solaire moyenne de Bombay (actuelle Mumbai), en avance de 4 h 51 min par rapport à GMT.
Le fuseau horaire est créé à la conférence internationale du méridien en 1884. Il est décidé que l'Inde est partagée en deux fuseaux horaires, la partie ouest utilisant l'heure de Bombay et la partie est celle de Calcutta (actuelle Kolkatta).
L'Inde adopte un fuseau horaire unique (l’Indian Standard Time, à GMT+5:30) le 1er janvier 1906. L'heure de Bombay continue néanmoins à être utilisée dans la région jusqu'en 1955.